# 大分市立日岡小学校

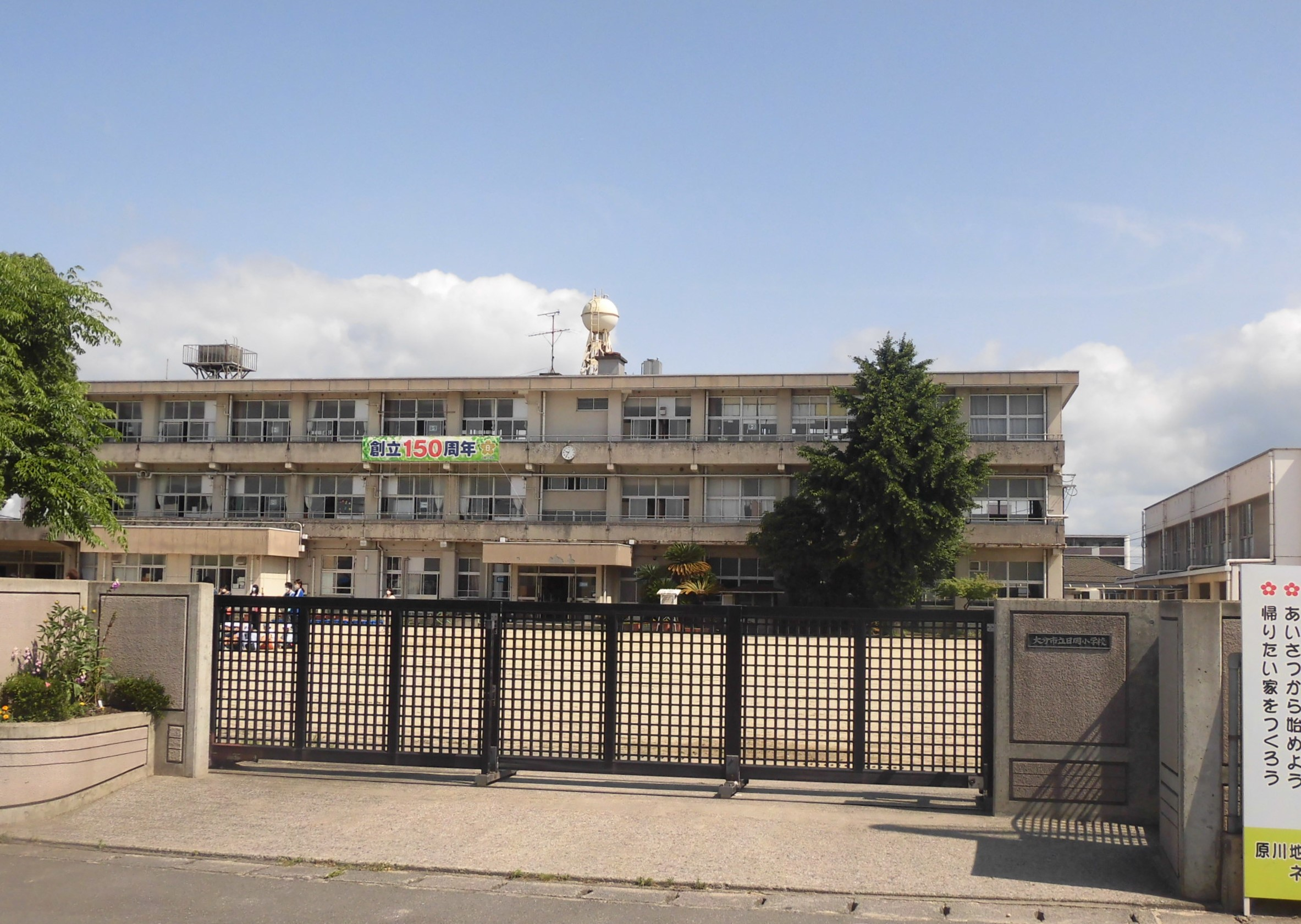
大分市立日岡小学校

大分市立日岡小学校（おおいたしりつ ひおかしょうがっこう）は、大分県大分市日岡にある公立小学校。

## 沿革
- 1872年（明治5年）- 寺子屋方式での授業開始。この年を開校年とする。
- 1888年（明治21年）- 大分郡高松尋常小学校と改称
- 1891年（明治24年）- 日岡尋常小学校と改称
- 1947年（昭和22年） - 大分市立日岡小学校と改称
- 1970年（昭和45年） - 鉄筋コンクリート3階建の校舎が完成（北側にある校舎）
- 1974年（昭和49年） - 体育館完成
- 1982年（昭和57年） - 本館校舎完成
- 1992年（平成4年） - 西校舎完成。開校120周年
- 2000年（平成12年） - 新体育館完成
- 2012年（平成24年） - 開校140周年
- 2022年 (令和4年) - 開校150周年

## 校歌
作詞：牧文一郎　作曲：山田耕筰

## 著名な出身者
牧貴宏…大分市議会議員、ローカルタレント